# Cayo Vista
Cayo Vista o Key Vista es un lugar designado por el censo ubicado en el condado de Pasco en el estado estadounidense de Florida. En el Censo de 2010 tenía una población de 1757 habitantes y una densidad poblacional de 898,52 personas por km².

## Geografía
Cayo Vista se encuentra ubicado en las coordenadas 28°11′41″N 82°46′13″O / 28.19472, -82.77028. Según la Oficina del Censo de los Estados Unidos, Cayo Vista tiene una superficie total de 1.96 km², de la cual 1.96 km² corresponden a tierra firme y (0%) 0 km² es agua.

## Demografía
Según el censo de 2010, había 1757 personas residiendo en Cayo Vista. La densidad de población era de 898,52 hab./km². De los 1757 habitantes, Cayo Vista estaba compuesto por el 89.19% blancos, el 1.42% eran afroamericanos, el 0.28% eran amerindios, el 6.03% eran asiáticos, el 0% eran isleños del Pacífico, el 1.02% eran de otras razas y el 2.05% pertenecían a dos o más razas. Del total de la población el 6.26% eran hispanos o latinos de cualquier raza.